# アプレミラスト
アプレミラスト (Apremilast, 製品名 オテズラ, Otezla)は 尋常性乾癬 および乾癬性関節炎の治療薬。免疫系関連の炎症性疾患での有用性が期待されている。ホスホジエステラーゼ4 (PDE4）の選択的阻害作用と、関節リウマチの滑膜細胞からのTNF-αの生成を抑制する。経口で投与される。

## 効能または効果
- 局所療法で効果不十分な尋常性乾癬
- 乾癬性関節炎
- 局所療法で効果不十分な掌蹠膿疱症
- 局所療法で効果不十分なベーチェット病による口腔潰瘍

## 医療
アプレミラストは米国 食品医薬品局 から2014年に成人の活動性乾癬性関節炎および重症尋常性乾癬に対し承認を受けた。アプレミラストは メトトレキサートと同様に経口投与される。

## 禁忌
日本、欧州では、この薬は妊婦には禁忌である。マウスとサルを用いた高用量アプレミラスト投与で流産や他の妊娠異常が観察されているからである。米国では、利益がリスクを上回る場合投与とされている。

## 副作用
一般にみられる軽症から中等症の副作用は、頭痛、腰痛、吐き気、下痢、疲労、上気道感染症である。
その他の副作用：
- うつ病: うつ病が悪化し、希死念慮や気分の変化が発生する可能性がある[9]。
- 体重減少 : 臨床研究では、5-10%の体重減少が、10%の患者でみられた。(プラセボ群では3.3%)

## 相互作用
シトクロムP450 酵素を強く誘導する薬剤と併用すると、アプレミラストの効果が減弱する。シトクロムP450酵素を誘導するリファンピシン( rifampicin)、フェノバルビタール( phenobarbital)、carbamazepineは、フェニトイン、セイヨウオトギリソウは併用が推奨されない。

## 薬理学

### 作用機序
アプレミラストは 低分子のPDE4阻害剤である。PDE4は環状アデノシン一リン酸二ナトリウム (cAMP)を分解する酵素である。炎症性細胞では、PDE4が主要な酵素である。細胞内でのcAMPを増加させることにより、炎症因子である腫瘍壊死因子α (TNF-α)、インターロイキン-17、インターロイキン-23などを抑制し、抗炎症作用のあるインターロイキン-10は促進させる。これらの作用はまだ明らかではない。

### 薬物動態
アプレミラストは消化管（73%）良好に吸収され、食事の影響を受けない。最高血漿濃度は摂取後2.5時間である。 プラズマのタンパク質の結合 は68%であった。 肝臓で代謝される。主に CYP3A4であるが、一部 CYP1A2、 CYP2A6でも代謝される。 主要代謝産物 は O-デスメチルアプレミラスト グルクロニドである。
半減期は6-9時間である。 腎臓（58%）と糞(39%)経由で、主に代謝物として排泄される。 3%は未代謝のままで、多くが尿へ、7%だけが糞中へ排泄される。

## 化学
アプレミラストはフタルイミド 誘導体である。 白色～淡黄色で、非吸湿性 である。粉末は、広い範囲の pH で、水や緩衝液に溶解しない。脂溶性 溶媒であるアセトン、アセトニトリル、ブタノン(butanone)、ジクロロメタン、テトラヒドロフランには溶解する。
セルジーン社は 結晶形態7つのA、B、C、D、E、F、Gのうち、結晶Bが無水状態では熱力学的に安定した ものと報告している。しかし、Utopharmは無水結晶IIは結晶Bよりも熱力学的に安定だと報告している。

## 流通
オテズラ(Otezla)は、米国で処方されているが、特定のネットワークの薬局でしか処方されない 。一年間の治療に必要な推定卸売価格は$22,500である。 オーストリアのすべての薬局で処方を受ける事ができ、年間治療費用は健康保険を用いて11,000ユーロである。
2017年、日本でも処方開始された。

## 参照
- サリドマイドとその誘導体の発見と開発